# Sandya Eknelygoda
Sandya Eknelygoda és una activista pels drets humans de Sri Lanka. És la muller del periodista desaparegut Prageeth Eknaligoda. Va rebre el Premi Internacional Dona Coratge el 2017. Ha estat una activista que ha denunciat reiteradament la desaparició de persones a Sri Lanka i ha fet crides per la seva recerca. El seu marit li va dir que estava en una llista negra i que rebia amenaces perquè deixés d'escriure. Estava investigant casos de corrupció quan va ser segrestat fins al 2009. Es va involucrar activament després que el seu marit i periodista Prageeth Eknaligoda desaparegués el 2010 quan investigava la suposada utilització d'armes químiques contra civils per part de l'exèrcit de Sri Lanka en la lluita contra els rebels tàmils.